# Euroregiunea Siret–Prut–Nistru
Euroregiunea Siret–Prut–Nistru (în găgăuză Evrobölgä  Siret–Prut–Nistru) - este o regiune europeană de colaborare transfrontalieră, înființată în 2005.
În componența ei intră:

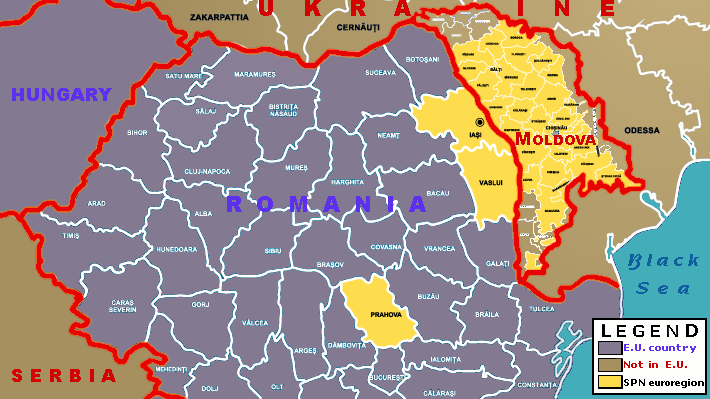
Euroregiunea Siret–Prut–Nistru (galben)

- județele Iași, Prahova și Vaslui din România;
- unitatea teritorială administrativă Găgăuzia din Republica Moldova;
- 26 raioanele din cele 32 din Republica Moldova: Orhei, Hîncești, Ungheni, Ialoveni, Soroca, Sîngerei, Strășeni, Fălești, Căușeni, Florești, Drochia, Anenii Noi, Călărași, Criuleni, Telenești, Ștefan Vodă, Rîșcani, Nisporeni, Cimișlia, Glodeni, Leova, Rezina, Taraclia, Șoldănești, Dubăsari, Basarabeasca.

## Statistici
| Loc   | Unitate teritorială  | Populație, loc. | Suprafața, km² | Densitate, loc./km² |
| ----- | -------------------- | --------------- | -------------- | ------------------- |
| 01.   | Județul Iași         | 772 348         | 5 476          | 140                 |
| 02.   | Județul Prahova      | 762 886         | 4 716          | 160                 |
| 03.   | Județul Vaslui       | 375 148         | 5 318          | 70,5                |
| 04.   | Găgăuzia             | ▲161 900        | 1 848          | 84,5                |
| 05.   | Raionul Orhei        | ▼125 400        |                | 102,3               |
| 06.   | Raionul Hîncești     | ▬121 200        |                | 82,3                |
| 07.   | Raionul Ungheni      | ▲117 400        |                | 99,1                |
| 08.   | Raionul Ialoveni     | ▲100 700        |                | 127,8               |
| 09.   | Raionul Soroca       | ▬100 100        |                | 96,0                |
| 10.   | Raionul Sîngerei     | ▼92 600         |                | 90,1                |
| 11.   | Raionul Strășeni     | ▲ 92 100        |                | 125,6               |
| 12.   | Raionul Fălești      | ▼91 900         |                | 85,8                |
| 13.   | Raionul Căușeni      | ▼91 300         |                | 69,9                |
| 14.   | Raionul Florești     | ▼ 88 700        |                | 82,3                |
| 15.   | Raionul Drochia      | ▼88 500         |                | 88,9                |
| 16.   | Raionul Anenii Noi   | ▲83 400         |                | 93,7                |
| 17.   | Raionul Călărași     | ▼78 500         |                | 104,2               |
| 18.   | Raionul Criuleni     | ▲73 700         |                | 106,7               |
| 19.   | Raionul Telenești    | ▼73 100         |                | 86,6                |
| 20.   | Raionul Ștefan Vodă  | ▼71 000         |                | 71,4                |
| 21.   | Raionul Rîșcani      | ▼68 700         |                | 73,8                |
| 22.   | Raionul Nisporeni    | ▼66 100         |                | 105,4               |
| 23.   | Raionul Cimișlia     | ▼60 800         |                | 65,9                |
| 24.   | Raionul Glodeni      | ▼60 400         |                | 80,7                |
| 25.   | Raionul Leova        | ▼53 200         |                | 69,7                |
| 26.   | Raionul Rezina       | ▼51 200         |                | 83,4                |
| 27.   | Raionul Taraclia     | ▼44 000         |                | 65,4                |
| 28.   | Raionul Șoldănești   | ▼42 400         |                | 71,4                |
| 29.   | Raionul Dubăsari     | ▼35 200         |                | 114,2               |
| 30.   | Raionul Basarabeasca | ▼28 700         |                | 97,8                |
| TOTAL | TOTAL                | '               | '              | '                   |

## Imagini

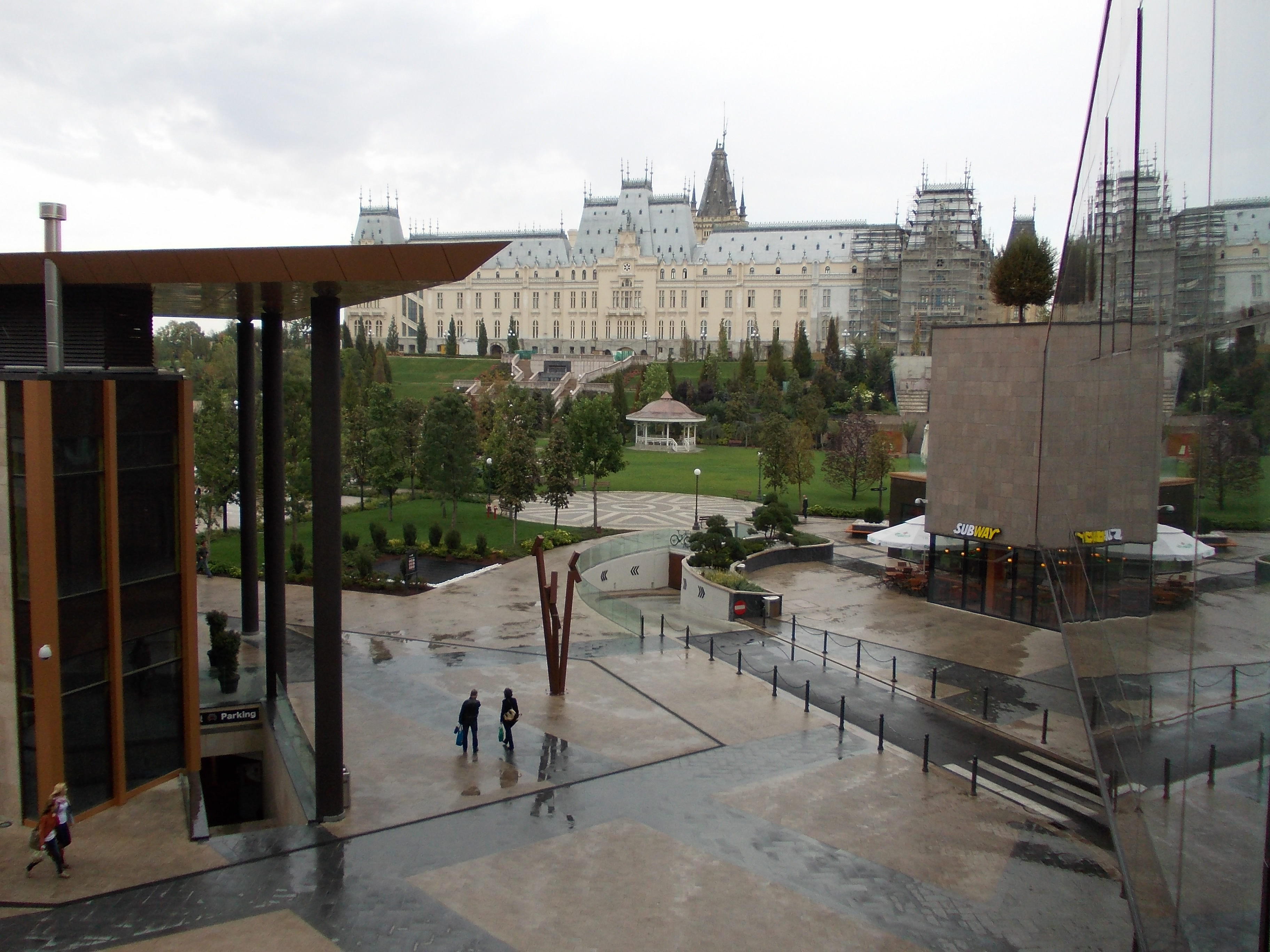
Iaşi
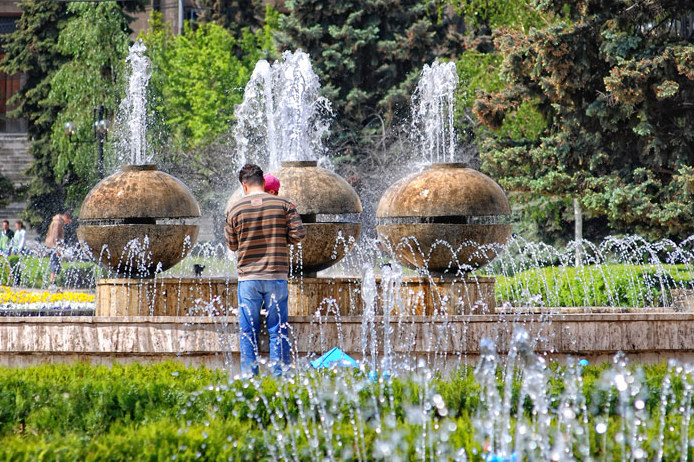
Ploiești, județul Prahova
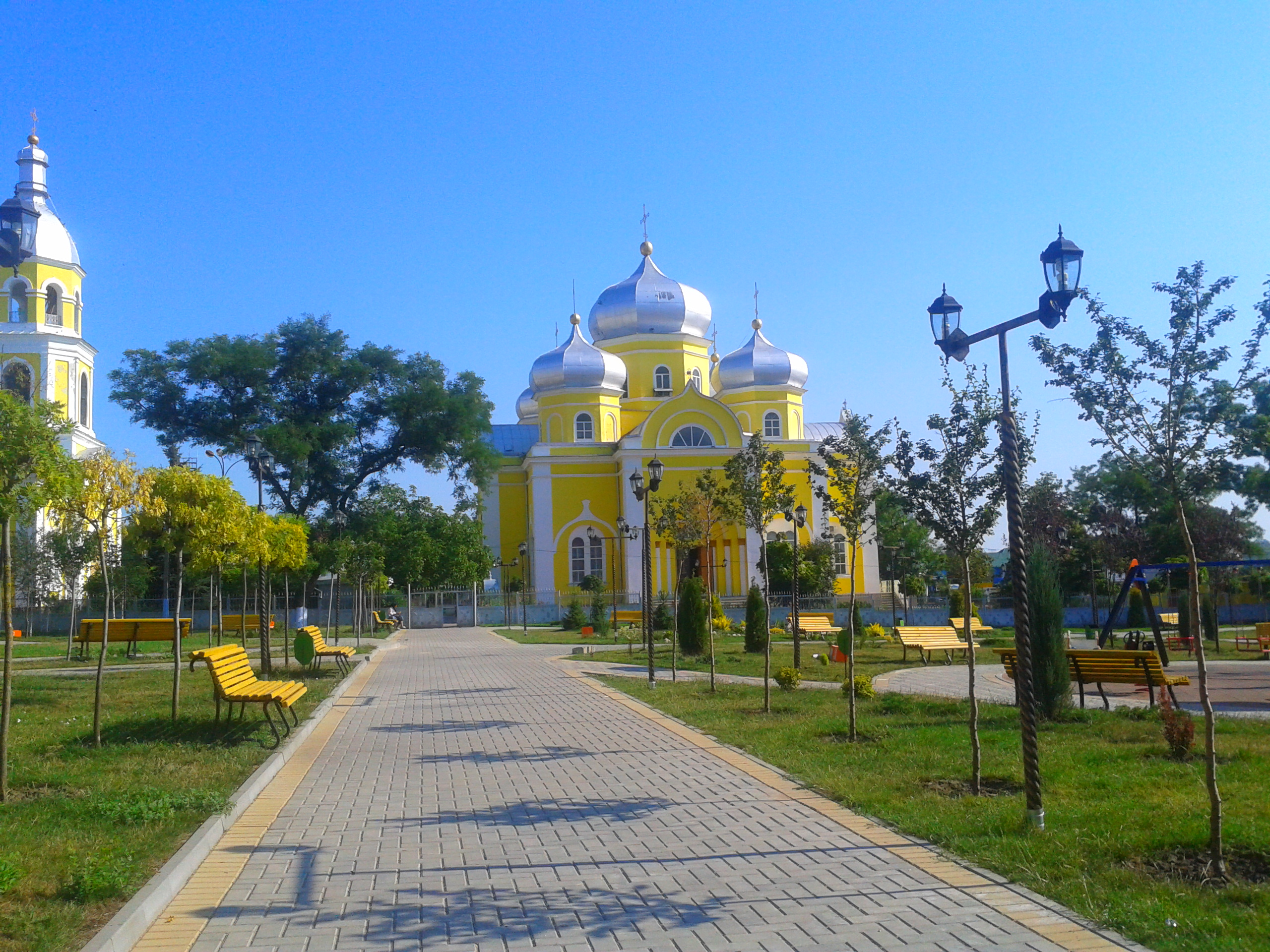
Comrat, Găgăuzia
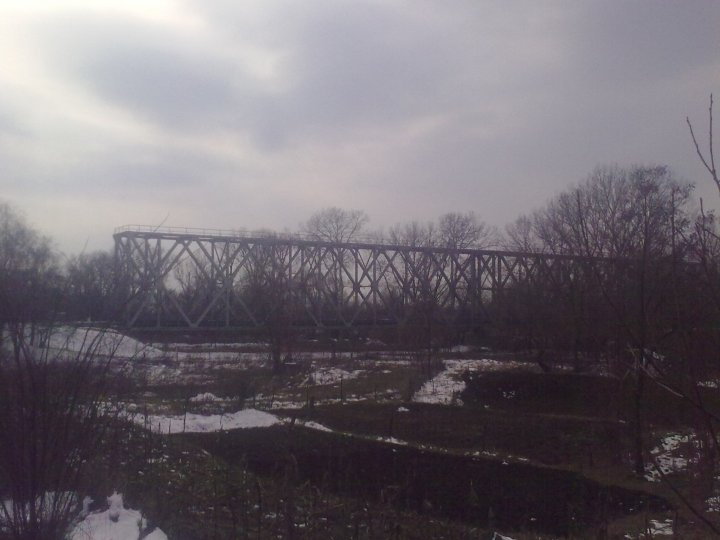
Ungheni
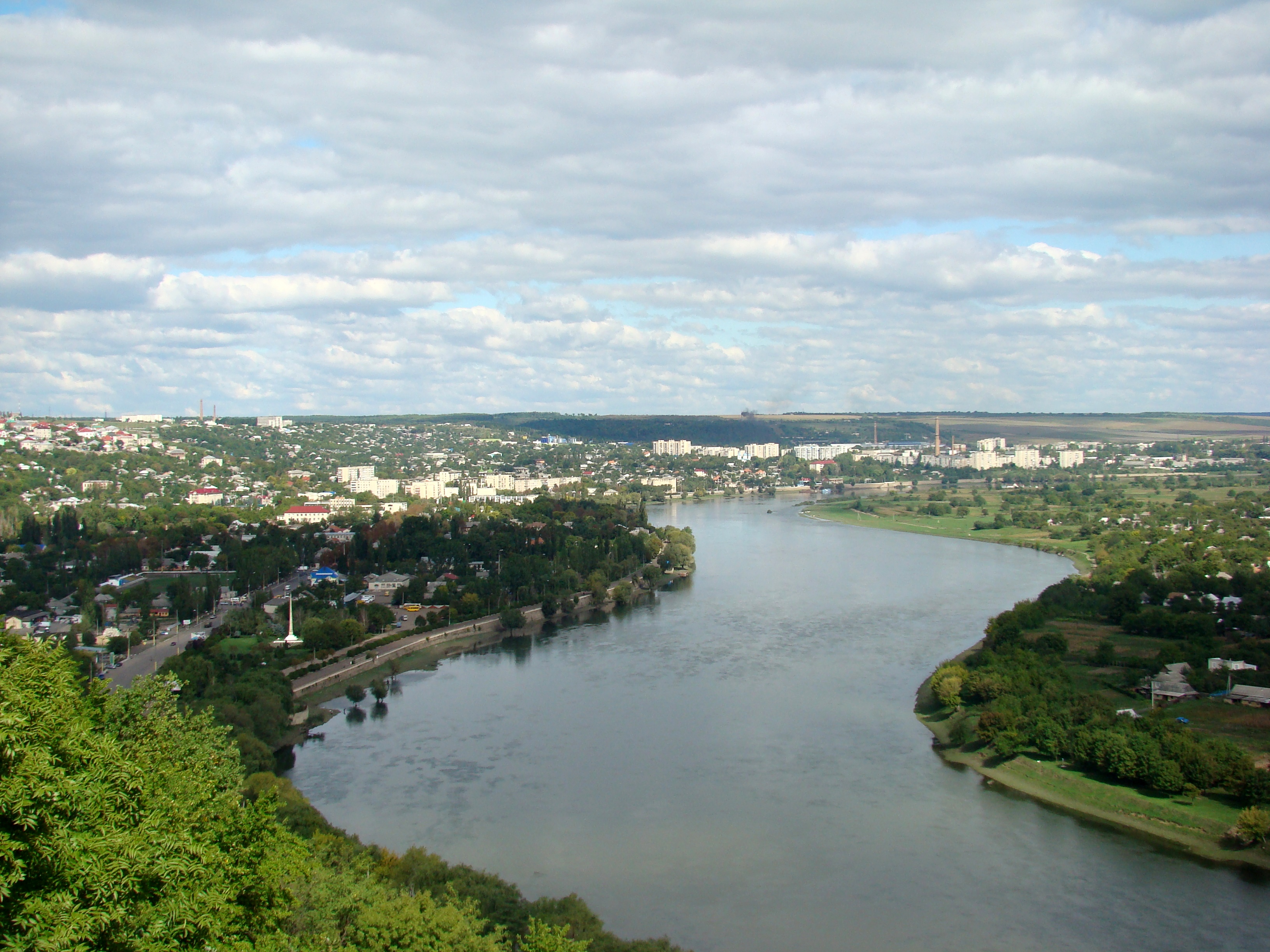
Soroca
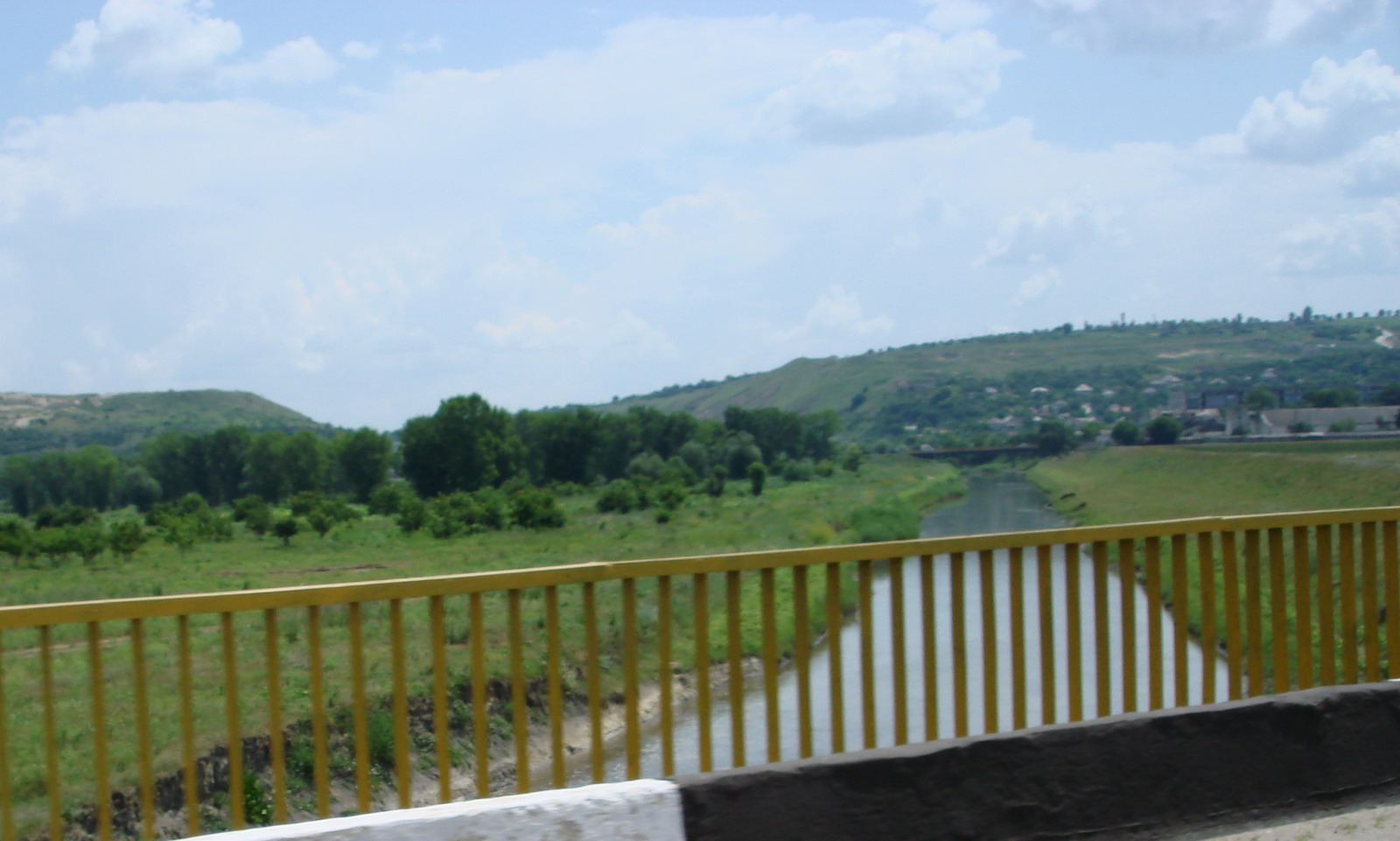
Orhei